# Закиров, Тимур Ильханович
Тиму́р Ильха́мович Заки́ров (род. 14 февраля 1970, Анапа, Краснодарский край) — советский и российский футболист; тренер, играл на позиции полузащитника и нападающего.  С 2016 года является Председателем федерации футбола города-курорта Анапа.

## Биография
Профессиональную карьеру начал в 1987 году в краснодарской «Кубани», которая выступала во второй лиге. В дебютный сезон сыграл 4 матча. В 1988 году перешёл в анапский «Спартак», за который в чемпионатах СССР и России сыграл в 242 матчах, в которых забил 99 мячей. В 1995 году отыграл 4 матча за клуб высшей лиги «Черноморец» Новороссийск. Профессиональную карьеру завершил в «Дружбе» Майкоп.
В 2003 году был назначен главным тренером «Спартака» Анапа, однако вскоре был уволен. В 2005 году был вновь назначен главным тренером анапчан, однако в матче первого тура первенства России против «Сочи-04» командой руководил второй тренер Тамази Еник, так как Закирову несколькими днями ранее была сделана операция по удалению аппендикса. В настоящее время занимает должность Председателя федерации футбола г-к Анапа.

## Достижения
«Кубань»
- Чемпион РСФСР: 1987